# SD Juazeirense
A Sociedade Desportiva Juazeirense, röviden Juazeirense, labdarúgó csapatát Juazeiro városában, 2006-ban alapította Roberto Carlos korábbi, Bahia állami politikus, miután a helyi rivális Social Clube elnökválasztását elveszítette. A klub a Baiano bajnokságban szerepel.

## Sikerlista

### Állami
- 1-szeres Segunda Divisão bajnok: 2011

## Játékoskeret
2015-től
| # |     | Poszt | Név           |
| - | --- | ----- | ------------- |
|   | BRA | K     | Tigre         |
|   | BRA | K     | Rudy          |
|   | BRA | K     | Lucas Yan     |
|   | BRA | V     | Adriano Chuva |
|   | BRA | V     | Rodrigo       |
|   | BRA | V     | Maicon        |
|   | BRA | V     | Josemar       |
|   | BRA | V     | Joaozinho     |
|   | BRA | V     | Jean Carlos   |
|   | BRA | V     | Edy           |
|   | BRA | V     | Fabiano       |
|   | BRA | KP    | Jefinho       |
|   | BRA | KP    | Rato          |
|   | BRA | KP    | Robinho       |
|   | BRA | KP    | Daniel Costa  |
|   | BRA | KP    | Sandrinho     |

| # |     | Poszt | Név               |
| - | --- | ----- | ----------------- |
|   | BRA | KP    | Vaguinho          |
|   | BRA | KP    | Nem               |
|   | BRA | KP    | Naldo Santos      |
|   | BRA | KP    | Moisés Rato       |
|   | BRA | KP    | Jarbas            |
|   | BRA | CS    | Willian Vitorino  |
|   | BRA | CS    | Alan Carlos       |
|   | BRA | KP    | Thalis            |
|   | BRA | CS    | Sassá             |
|   | BRA | CS    | Juninho           |
|   | BRA | CS    | Saci              |
|   | BRA | CS    | Carlos Alberto    |
|   | BRA | CS    | Júnior            |
|   | BRA | CS    | Leonardo Ribeiro  |
|   | NGA | CS    | Yerien Esukusiede |